# OpenWindows
OpenWindows is een stopgezette desktopomgeving voor Sun Microsystems-werkstations die bestond uit een displayserver die het X Window System-protocol ondersteunde, in combinatie met de XView- en OLIT-toolkits, de OPEN LOOK Window Manager (olwm) en de DeskSet-productiviteitstools. Eerdere versies ondersteunden ook het NeWS-protocol. OpenWindows implementeert de OPEN LOOK GUI-specificatie.
OpenWindows maakte deel uit van latere releases van de SunOS 4- en Solaris-besturingssystemen, totdat het in Solaris 9 werd verwijderd ten gunste van de Common Desktop Environment (CDE) en GNOME 2.0.

## Geschiedenis
OpenWindows 1.0 werd in 1989 uitgebracht als een afzonderlijk toevoeging aan SunOS 4.0, ter vervanging van het oudere SunView-venstersysteem. De kern is de "xnews server", een hybride window server die, zoals de naam al aangeeft, zowel X11- als NeWS-gebaseerde applicaties ondersteunt. De server kan ook oudere SunView-applicaties weergeven, hoewel deze functionaliteit niet goed werd ondersteund. Er was ook een tijdje een zelfstandig NeWS-venstersysteem beschikbaar, maar dit was nooit de primaire SunOS-desktopomgeving. Vanaf SunOS 4.1.1 in 1990 werd OpenWindows 2.0 gebundeld met het besturingssysteem.
Solaris 2.0, de eerste release van de opvolger van SunOS 4, bevatte OpenWindows 3.0.1. Vanaf Solaris 2.3 eind 1993 stapte Sun over op een standaard X11R5-release van X11. Het heette nog steeds OpenWindows (nu versie 3.3), maar het NeWS-protocol werd vervangen door ondersteuning voor Display PostScript en ondersteuning voor SunView-applicaties werd verwijderd. De grafische look-and-feel van de windowmanager en tools was nog steeds gebaseerd op OPEN LOOK. Solaris 7 bevatte OpenWindows 3.6.1, met een X11R6.4-server.
In 1993 vormden Sun en de andere toenmalige grote Unix-leveranciers de COSE-alliantie met het oog op de verdere standaardisatie tussen hun Unix-releases. De alliantie koos de Motif look-and-feel als standaard en Sun kondigde aan dat het OpenWindows zou uitfaseren ten gunste van de nieuwe COSE-desktopomgeving, die bekend werd als CDE.
De laatste release van OpenWindows was versie 3.6.2 als onderdeel van Solaris 8. Met de release van Solaris 9 in 2002 werd de OpenWindows-ondersteuning uit Solaris geschrapt met de verwijdering van de OPEN LOOK DeskSet-tools, OLIT- en XView-ontwikkeltools en olwm. Ondersteuning voor het uitvoeren en weergeven van applicaties die zijn gebouwd met XView of OLIT is nog steeds beschikbaar in Solaris 9 en Solaris 10, maar de benodigde bibliotheken zijn niet langer opgenomen in Solaris 11 en latere releases.

## Opensourceinitiatieven
Het open source-project "OWAcomp", de "OpenWindows Augmented Compatibility Environment", heeft als doel om het mogelijk te maken om de OpenWindows Deskset-omgeving te gebruiken op Solaris 9, 10 (Sparc en x86) en Linux (x86). Er is ook een project met de naam "openlook" dat gebaseerd is op OpenWindows. Vanaf juli 2007 is het voornamelijk op Linux gericht. Sommige OpenWindows-applicaties zijn nooit als open source uitgebracht door Sun, dus sommige hiervan zijn herschreven en sommige ontbreken nog steeds.